# Johann Adam Ries

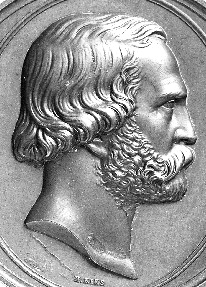
Johann Adam Ries, Selbstporträt

Johann Adam Ries (* 16. Oktober 1813 in Kulmbach; † 16. Oktober 1889 in München) war ein deutscher Medailleur, Münzgraveur und Grafiker am Bayerischen Hauptmünzamt.

## Leben und Wirken
Er war der Sohn des Kulmbacher Drechslermeisters und Mechanikers Johann Ries und erhielt bei ihm seine erste Ausbildung. Schon 1834 fertigte er zusammen mit seinem Vater eine Metall-Fahnenspitze mit Bayerischem Löwen für das Landwehrbataillon seiner Heimatstadt. In der Festschrift zur Fahnenweihe wird Johann Adam Ries ausdrücklich als der Künstler gewürdigt, der den Entwurf und die Form zur Fahnenspitze lieferte. In der gleichen Publikation heißt es vom Vater, er sei „im Fache der Drechslerkunst, sowohl als der feineren Metallarbeiten und Mechanik“ ein „ausgezeichneter Autodidakt“, in der ganzen weiten Gegend wohlbekannt als bescheidener, anspruchsloser Bürger und Drechslermeister. Ab Januar 1840 besuchte Ries die Akademie der Bildenden Künste München und erlernte dort die Stempelschneidekunst. Seit 1844 war Johann Adam Ries als Münzgraveur, später auch als Medailleur beim Bayerischen Hauptmünzamt München beschäftigt; damals noch ansässig in der Alten Münze. Er starb 1889 in München.
In der Zeit seiner beruflichen Tätigkeit entwarf bzw. fertigte Ries zahlreiche Münzen und Medaillen. Er schnitt u. a. 1872 ein neues Münzporträt König Ludwig II. von Bayern das fortan auf den bayerischen Silber- und Goldmünzen Verwendung fand. Außerdem zierte es die Porträtseite der im gleichen Jahr gestifteten Ludwigsmedaille für Wissenschaft und Kunst. Ein anderes seiner Münzporträts stellt Fürst Albert von Schwarzburg-Rudolstadt dar (1867). Im Rahmen des Deutsch-Französischen Krieges 1870/71 fertigte er einen neuen Stempel für die Bayerische Tapferkeitsmedaille, mit der auch die im Ersten Weltkrieg verausgabten Medaillen geprägt wurden. Das vorderseitige Stifter-Brustbild von König Maximilian I. Joseph gestaltete er hierzu neu, während er den bisherigen Wappenlöwen der Rückseite lediglich leicht variierte. Auch die Wertseite des ersten gesamtdeutschen Markstücks stammt von Johann Adam Ries. Es wurde in dieser Form ab 1873 geprägt und sein Design, mit Eichenblättern, beeinflusste noch die Gestaltung des 1 DM-Stückes der Bundesrepublik. 1882 entwarf Ries die offizielle Medaille zur 300-Jahr-Feier der Universität Würzburg. 1881 schnitt er die Porträtseite der hessischen Verdienstmedaille mit Bildnis von Großherzog Ludwig IV., 1884 die der Alice-Medaille mit Porträt der verstorbenen Großherzogin Alice von Hessen. Es existiert eine einseitige Medaille mit einem Selbstporträt von Johann Adam Ries.

## Galerie

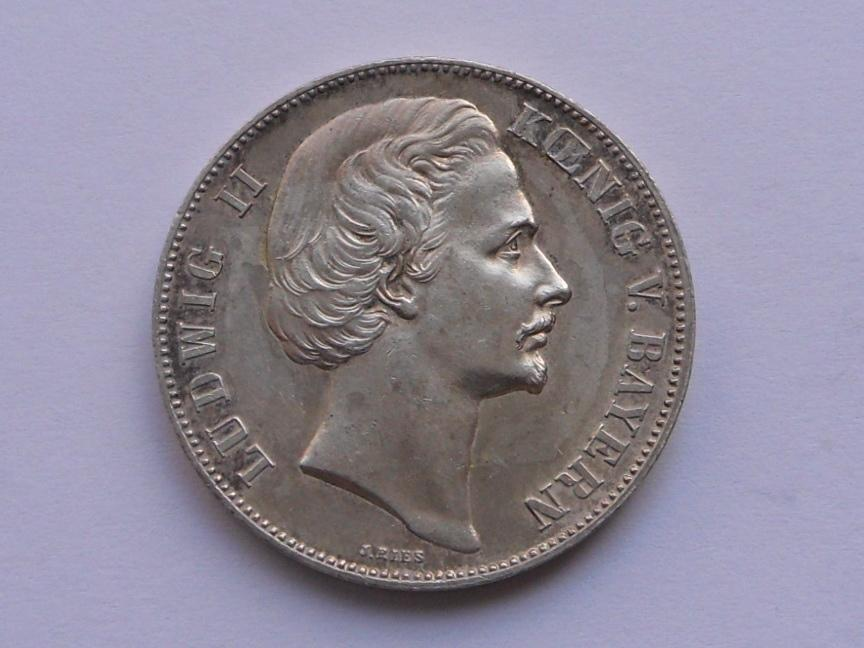
Das von Ries gefertigte Münzporträt König Ludwig II. (mit Signatur)
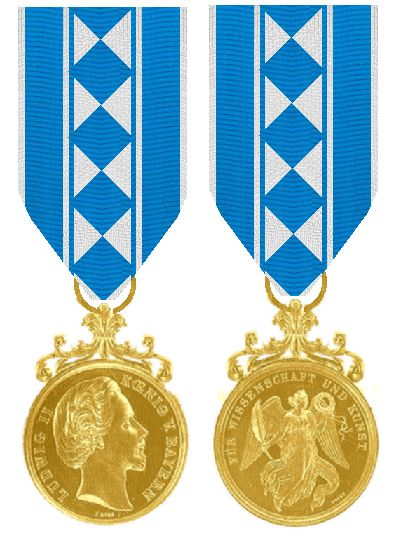
Ludwigsmedaille für Wissenschaft und Kunst
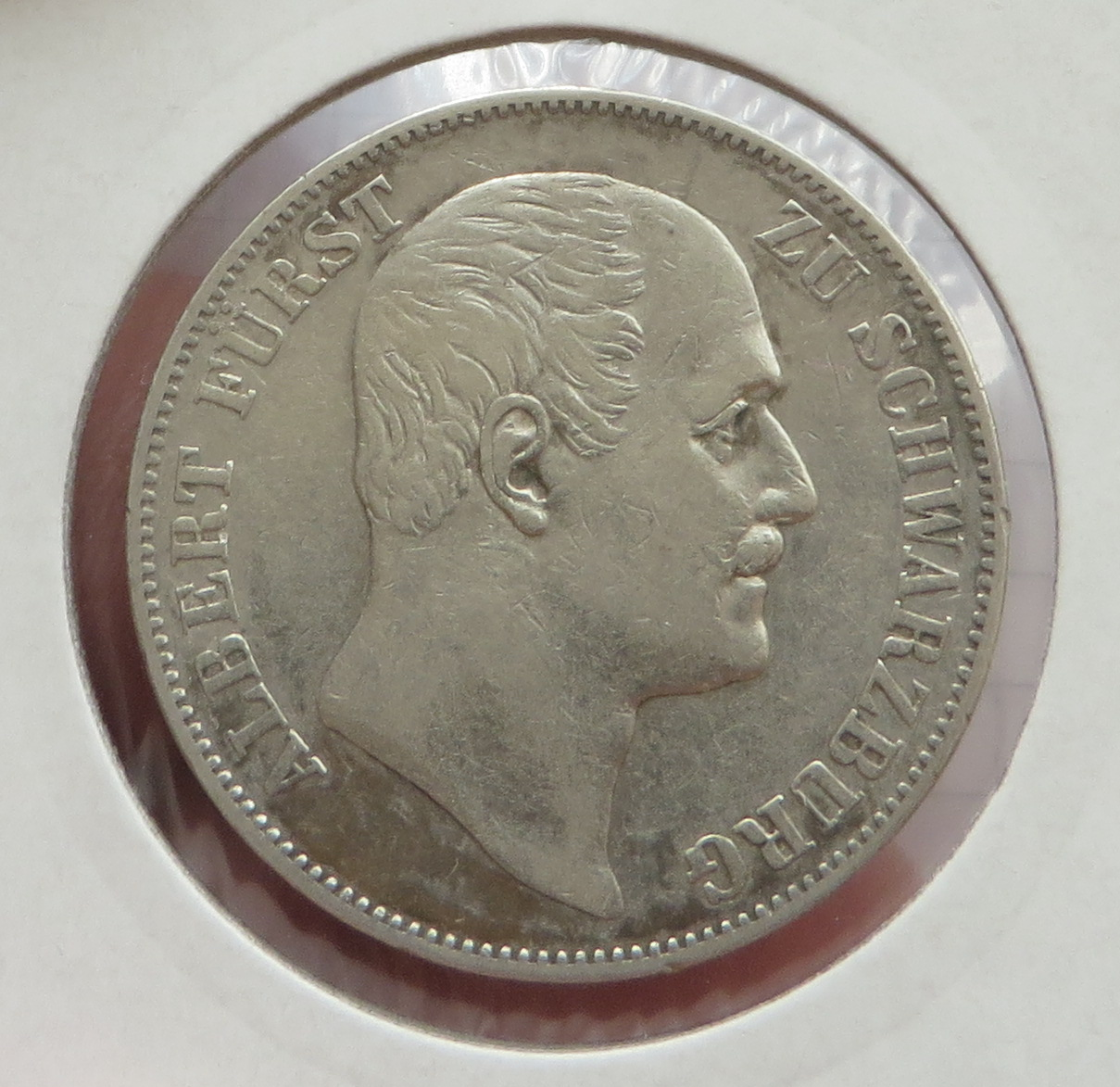
Vereinstaler Schwarzburg Rudolstadt, 1867 (Stempel von Ries)
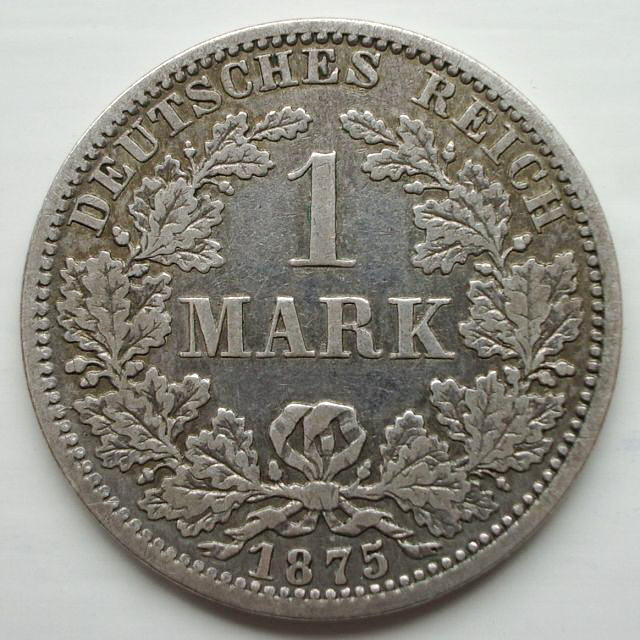
Die von Ries gestaltete Wertseite des ersten deutschen Markstückes
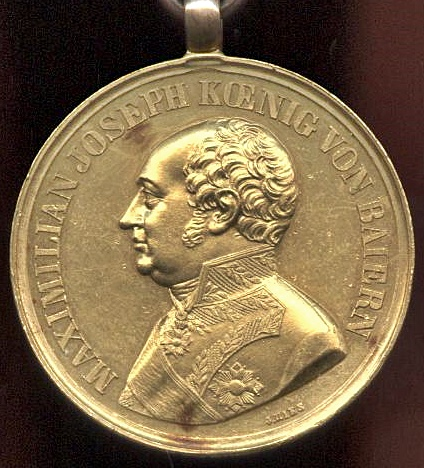
Bayerische Tapferkeitsmedaille, Vorderseite (mit Signatur)